# Ludy Langer
Ludwig Ernest Frank Langer, detto Ludy (Los Angeles, 22 gennaio 1893 – Los Angeles, 5 luglio 1984), è stato un nuotatore statunitense.

## Palmarès

### Olimpiadi
- Argento a Anversa 1920 nei 400 metri stile libero.